# Морски анђео
Clione limacina, познат још као голи морски лептир, морски анђео, и плави морски пуж, настањује дубине до 500m. Живи у Северном Леденом океану и хладним регијама на северу Тихог и Атлантског океана. Први пут га је описао Мартенз 1676. године.

## Опис
Постоје две подврсте које се разликују по дужини тела:
- Северна подврста живи у хладним водама, обично расте до дужине од 3 cm, али може достићи и дужину од 7 до 8,5 cm;[5][6]
- Јужна подврста, дужине 1,2 cm.[5]

Неуробиологија овог птеропода је проучавана до детаља.

## Екологија
Clione limacina насељава епипелагијалне и мезопелагијалне просторе у мору.

## Животни циклус
У Свалбарду, животни циклус Clione limacina траје најмање 2 године. Хермафродит је и на основу запажања је додатно утврђено да је истовремени хермафродит. Пари се за време пролећа и лета, а величина јаја је око 0,12 mm.
Clione limacina је мета животиња које се хране планктонима, као што су китови, што је довело да га морнари именују "храном за китове". Такође се и неке друге врсте риба хране њом. На пример, лосос(Oncorhynchus keta), је главни предатор морског анђела.

## Further reading
- Boas J. E. V. (1888). "Spolia Atlantica. Bidrag til Pteropodernes. Morfologi og Systematik samt til Kundskaben om deres geografiski Udbredelse". Det Kongelige Danske videnskabernes selskabs skrifter. København, serie 6, number 4: 1-231. Pages 162-166. Plate 7, figure 101-103.
- Abbott, R.T. (1974). American Seashells. 2nd ed. Van Nostrand Reinhold: New York, NY (USA). 663 pp
- Backeljau, T (1986). Lijst van de recente mariene mollusken van België [List of the recent marine molluscs of Belgium]. Koninklijk Belgisch Instituut voor Natuurwetenschappen: Brussels, Belgium. 106 pp.
- Conover, R.J.; Lalli, C.M. (1972). „Feeding and growth in Clione limacina (Phipps), a pteropod mollusc”. Journal of Experimental Marine Biology and Ecology. 9 (3): 279—302. Bibcode:1972JEMBE...9..279C. doi:10.1016/0022-0981(72)90038-X..
- Falk-Petersen, Stig; Sargent, John R.; Kwasniewski, Slawomir; Gulliksen, Bjørn; Millar, Rose-Mary (2001). „Lipids and fatty acids in Clione limacina and Limacina helicina in Svalbard waters and the Arctic Ocean: Trophic implications”. Polar Biology. 24 (3): 163—170. Bibcode:2001PoBio..24..163F. S2CID 1665923. doi:10.1007/s003000000190..
- Gilmer R. W. & Lalli C. M. „Bipolar variation in Clione, a gymnosomatous pteropod”. Am. Malacol. Union Bull. 8 (1): 67—75. 1990..
- Gofas, S.; Le Renard, J.; Bouchet, P. (2001). Mollusca, in: Costello, M.J. et al. (Ed.) (2001). European register of marine species: a check-list of the marine species in Europe and a bibliography of guides to their identification. Collection Patrimoines Naturels, 50: pp. 180–213
- Gosliner T.. Nudibranchs of southern Africa: A guide to Opisthobranch molluscs of southern Africa. Sea Challengers, Monterey. 1987.  978-0-930118-13-6.
- Gosner, K.L. (1971). Guide to identification of marine and estuarine invertebrates: Cape Hatteras to the Bay of Fundy. John Wiley & Sons, Inc. 693 p.
- Hermans C. O. & Satterlie R. A. (1992). "Fast-Strike Feeding Behaviour in a Pteropod Mollusk, Clione limacina Phipps". The Biological bulletin, Marine Biological Laboratory, 182: 1-7.
- Linkletter, L.E. (1977). A checklist of marine fauna and flora of the Bay of Fundy.. Huntsman Marine Laboratory, St. Andrews, N.B. 68 p.
- Morton J. E. (1958). Morton, J. E. (1958). „Observations on the gymnosomatous pteropod Clione limacina (Phipps)”. Journal of the Marine Biological Association of the United Kingdom. 37 (2): 287—297. Bibcode:1958JMBUK..37..287M. doi:10.1017/S0025315400023687..
- Muller, Y (2004). Faune et flore du littoral du Nord, du Pas-de-Calais et de la Belgique: inventaire. [Coastal fauna and flora of the Nord, Pas-de-Calais and Belgium: inventory].. Commission Régionale de Biologie Région Nord Pas-de-Calais: France. 307 pp.
- Thomas, M.L.H. (ed.). Marine and coastal systems of the Quoddy Region, New Brunswick. 1983.. Canadian Special Publication of Fisheries and Aquatic Sciences 64. 306 p.
- Trott, T.J. (2004). Cobscook Bay inventory: a historical checklist of marine invertebrates spanning 162 years.. Northeastern Naturalist (Special Issue 2): 261 - 324.
- Rosenthal, J. J. C.; Seibel, B. A.; Dymowska, A.; Bezanilla, F. (2009). „Trade-off between aerobic capacity and locomotor capability in an Antarctic pteropod”. Proceedings of the National Academy of Sciences. 106 (15): 6192—6196. Bibcode:2009PNAS..106.6192R. PMC 2669364 . PMID 19325127. doi:10.1073/pnas.0901321106 .
- Turgeon, D.D.;  . (1998). Common and scientific names of aquatic invertebrates of the United States and Canada.. American Fisheries Society Special Publication 26